# Ковальов Олександр Іванович
Олександр Іванович Ковальов (7 жовтня 1967 , Макіївка, Донецька область ) — проросійський політик з України. Народний депутат України IX скликання, учасник війни в Афганістані.

## Життєпис
Освіта вища.
1985—1987 — служба в армії СРСР, брав участь у війні в Афганістані в складі 345 ОПДП.
2006 рок — кандидат у народні депутати від «партії екологічного порятунку ЕКО+25 %», № 56 у списку, голова правління ТОВ "Корпорація «Донвугілля», безпартійний.
2008 — заснував ГО «Ніхто крім нас» із захисту соціальних прав ветеранів афганської війни.
Помічник депутатки ВРУ V та VI скликань Юлії Ковальової (Партія регіонів), депутата ВРУ IV скл. Ігоря Насалика.
2010—2011 року — організовував «афганські штурми» ВРУ та Кабміну..
З 2014 року був членом переговорної групи з російськими окупантами щодо обміну полонених військовослужбовців та журналістів з України.
2019 року — кандидат у народні депутати на парламентських виборах (в.о. № 51, Микитівський, Центрально-Міський райони Горлівки, частина Бахмутського району). Самовисуванець, пенсіонер, безпартійний. Живе в Києві.
Член Комітету ВРУ з питань нацбезпеки, оборони та розвідки. Співголова групи з міжпарламентських зв'язків з ОАЕ. Член депутатської групи «Довіра». Противник закону про українізацію, вимагав «припинити вогонь на Донбасі», називав Другу світову війну «великою вітчизняною».
У квітні-травні 2022 року був членом переговорної делегації від України щодо евакуації військових та цивільних із оточеного російськими військами заводу «Азовсталь» в Маріуполі. Супроводжував полонених захисників ЗСУ разом із росіянами до місць їх утримання на тимчасово окупованій території України.
2022 року брав участь у переговорах з російськими окупантами щодо пошуку та повернення додому тіла громадянина США Джошуа Джонса, що загинув на війні в Україні.

## Критика
Перший «кнопкодав» ВРУ IX скл.. Він погрожував журналісту руху «Чесно» інформації про його неособисте голосування.
2014 року, після перемоги Революції гідності, займався вивезенням «беркутівців» з бази у Києві. Ймовірно, знаходився біля Донецької ОДА під час захоплення її терористами угруповання «ДНР».
За даними «Чесно», займався підкупом виборців, зокрема Ковальов зі своєю ГО «Ніхто крім нас» організували гру в футбол, батути і видачу продуктових наборів, забезпечив п'ятиповерхівку прифронтового міста Донецької області помповою станцією водопостачання, дарував дітям свого округу спортінвентар.
22 липня 2025 року голосував за закон України 12414 який був ухвалений з порушенням Регламенту Верховної Ради України та підпорядкував НАБУ та САП Генеральному прокурору і викликав масові протести.